# Thông Thụ
Thông Thụ là một xã thuộc tỉnh Nghệ An, Việt Nam. Xã được hình thành trên cơ sở sáp nhập xã Đồng Văn và xã Thông Thụ của huyện Quế Phong trong đợt Sáp nhập tỉnh thành Việt Nam 2025.

## Địa lý
Xã Thông Thụ có vị trí địa lý:
- Phía Đông giáp tỉnh Thanh Hóa;
- Phía Nam giáp xã Tiền Phong và xã Châu Tiến;
- Phía Tây giáp nước CHDCND Lào;
- Phía Bắc giáp tỉnh Thanh Hóa.

Xã Thông Thụ có diện tích tự nhiên 706,75 km².

## Hành chính và tên gọi
Xã Thông Thụ được thành lập theo Nghị quyết số 1678/NQ-UBTVQH15 của Ủy ban Thường vụ Quốc hội Việt Nam, ban hành ngày 16 tháng 6 năm 2025. Theo đó, sắp xếp toàn bộ diện tích tự nhiên, quy mô dân số của xã Đồng Văn và xã Thông Thụ thuộc huyện Quế Phong trước đây thành một xã mới có tên gọi là xã Thông Thụ.
Trước đó, theo Đề án sắp xếp đơn vị hành chính cấp xã tỉnh Nghệ An, xã này là xã Thông Thụ.
Sau sắp xếp xã có diện tích tự nhiên: 706,75 km², quy mô dân số: 8.481 người.